# Leipzig-Leutzsch järnvägsstation

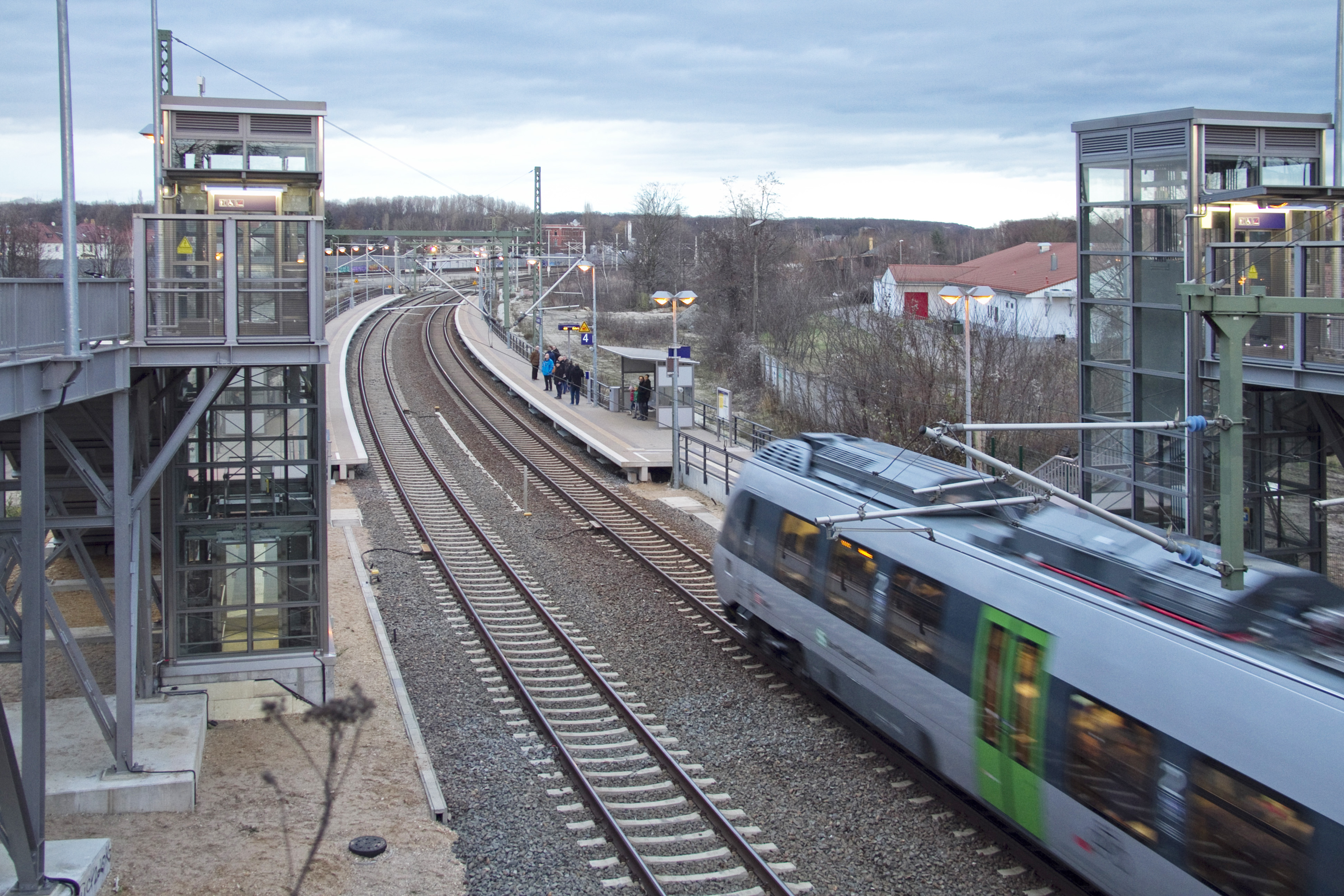
Spår 3 och 4. S-Bahn Mitteldeutschland linje S1 och S10.

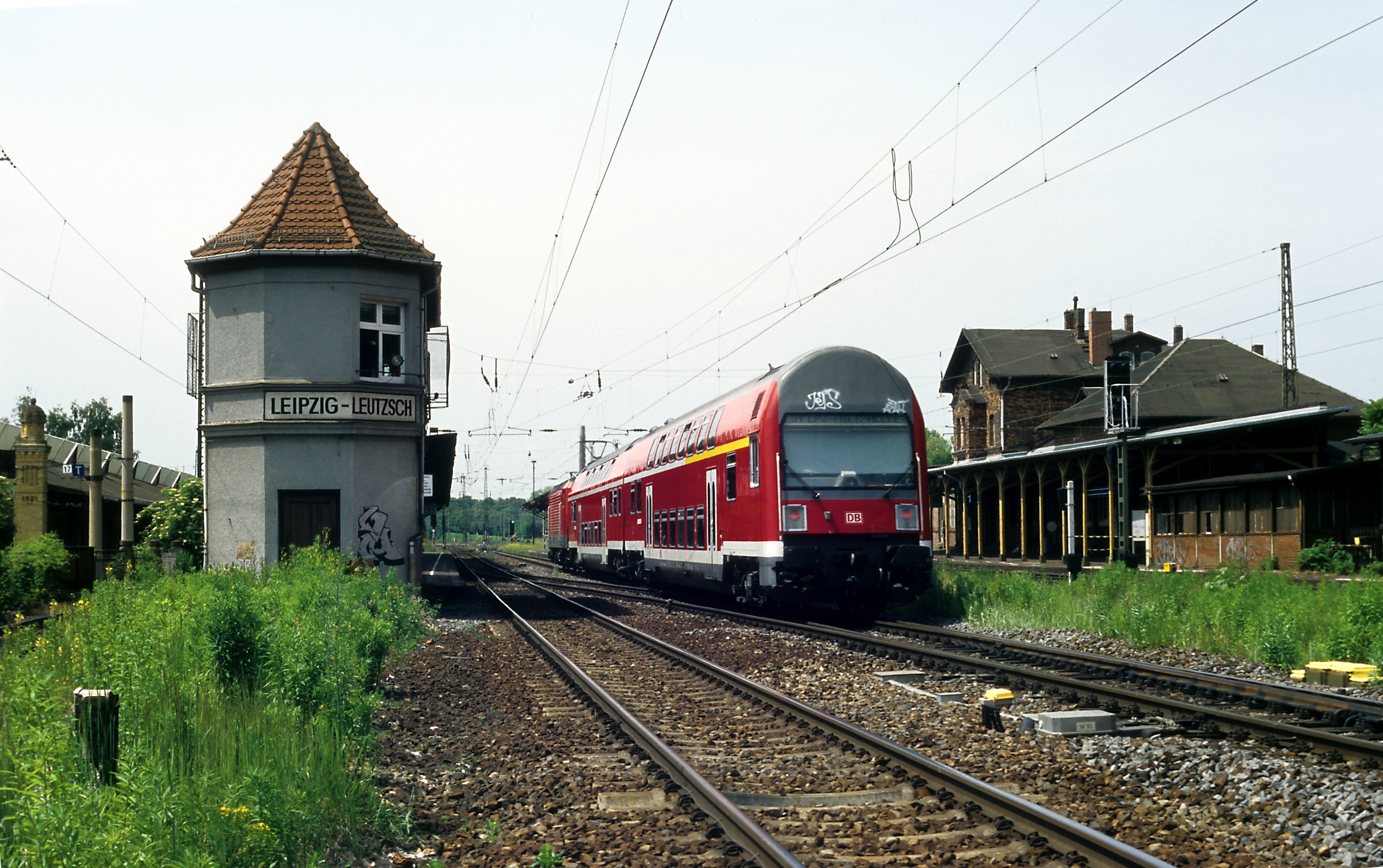
Linje S1 2006. Den gamla stationen syns på höger sida.

Leipzig-Leutzsch (tyska: Bahnhof Leipzig-Leutzsch) är en järnvägsstation i Leipzig, Tyskland. Järnvägslinjerna Leipzig–Großkorbetha och Leipzig–Probstzella viker av från varandra på stationen. Spår 1 och 2 ligger på järnvägen Leipzig–Großkorbetha, och spår 3 och 4 på järnvägen Leipzig–Probstzella där linjerna S1 och S10 på S-Bahn Mitteldeutschland stannar. Stationen har varit del av S-Bahn Mitteldeutschland sedan december 2013.
Stationen gick igenom en stor renovering 2008 med ny anslutning från Georg-Schwarz-Straße samt tre nya 140 m långa plattformar. Den gamla stationsbyggnaden ligger nordöst om den nya stationen. Likaså finns det det ett gammalt lokstall och en övergiven bangård.